# Dellach im Gailtal
Dellach im Gailtal is een gemeente in de Oostenrijkse deelstaat Karinthië, gelegen in het district Hermagor HE. De gemeente heeft ongeveer 1400 inwoners.

## Geografie
Dellach heeft een oppervlakte van 36,17 km². Het ligt in het uiterste zuiden van het land.
Hermagor-Pressegger See · Kirchbach · Kötschach-Mauthen · Dellach im Gailtal · Gitschtal · Lesachtal · Sankt Stefan im Gailtal
- Gemeinsame Normdatei: 4997590-0
- Virtual International Authority File: 248753906